# Pèptid natriurètic auricular
El pèptid natriurètic auricular (sovint conegut per l'abreviatura anglesa ANP), factor natriurètic auricular (ANF), hormona natriurètica auricular (ANH) o atriopeptina, és un potent vasodilatador, i una hormona polipèptida secretada per les cèl·lules musculars del cor. Està implicat en el control homeostàtic d'aigua corporal, sodi, potassi i el greix (teixit adipós). És alliberat per les cèl·lules musculars de les aurícules del cor (miòcits auriculars) en resposta a un volum de la sang elevat. ANP actua per reduir les càrregues d'aigua, sodi i adipós en el sistema circulatori, el que redueix la pressió arterial. L'ANP té exactament la funció oposada de l'aldosterona, secretada per la zona glomerular, pel que fa al seu efecte sobre sodi al ronyó; així l'aldosterona estimula la retenció de sodi i l'ANP la seva pèrdua.